# Lijst van rijksmonumenten in Molenhoek
De plaats Molenhoek telt 9 inschrijvingen in het rijksmonumentenregister. Hieronder een overzicht.
| Object                                            | Oorspronkelijke functie? | Bouwjaar  | Architect                | Locatie            | Coördinaten?                  | Nr.?   | Afbeelding        |
| ------------------------------------------------- | ------------------------ | --------- | ------------------------ | ------------------ | ----------------------------- | ------ | ----------------- |
| Jachtslot de Mookerheide                          | Kasteel, buitenplaats    | 1902-1905 | Oscar en Henri Leeuw jr. | Heumensebaan 2     | 51° 46' 12" NB, 5° 53' 22" OL | 522659 | Meer afbeeldingen |
| Jachtslot: onderdelen v.d. aanleg                 | Tuin, park en plantsoen  | 1904-1934 |                          | Heumensebaan bij 2 | 51° 46' 12" NB, 5° 53' 23" OL | 522660 | Upload foto       |
| Jachtslot: twee muren met vrijliggende trappartij | Tuin, park en plantsoen  | 1928      |                          | Heumensebaan bij 2 | 51° 46' 17" NB, 5° 53' 12" OL | 522661 | Upload foto       |
| Jachtslot: kleine brug                            | Brug                     | 1902-1909 |                          | Heumensebaan bij 2 | 51° 46' 17" NB, 5° 53' 12" OL | 522662 | Upload foto       |
| Jachtslot: wildkelder                             | Tuin, park en plantsoen  | 1902-1909 |                          | Heumensebaan bij 2 | 51° 46' 17" NB, 5° 53' 12" OL | 522663 | Upload foto       |
| Jachtslot: kas                                    | Tuin, park en plantsoen  | 1928      |                          | Heumensebaan bij 2 | 51° 46' 10" NB, 5° 53' 28" OL | 522664 | Upload foto       |
| Jachtslot: dieptetuin                             | Tuin, park en plantsoen  | 1928      |                          | Heumensebaan bij 2 | 51° 46' 10" NB, 5° 53' 28" OL | 522665 | Upload foto       |
| Jachtslot: fruitmuur                              | Erfscheiding             | 1928      |                          | Heumensebaan bij 2 | 51° 46' 10" NB, 5° 53' 28" OL | 522666 | Upload foto       |
| Jachtslot: kas                                    | Tuin, park en plantsoen  | 1928      |                          | Heumensebaan bij 2 | 51° 46' 10" NB, 5° 53' 28" OL | 522667 | Upload foto       |